# Europe a Prophecy

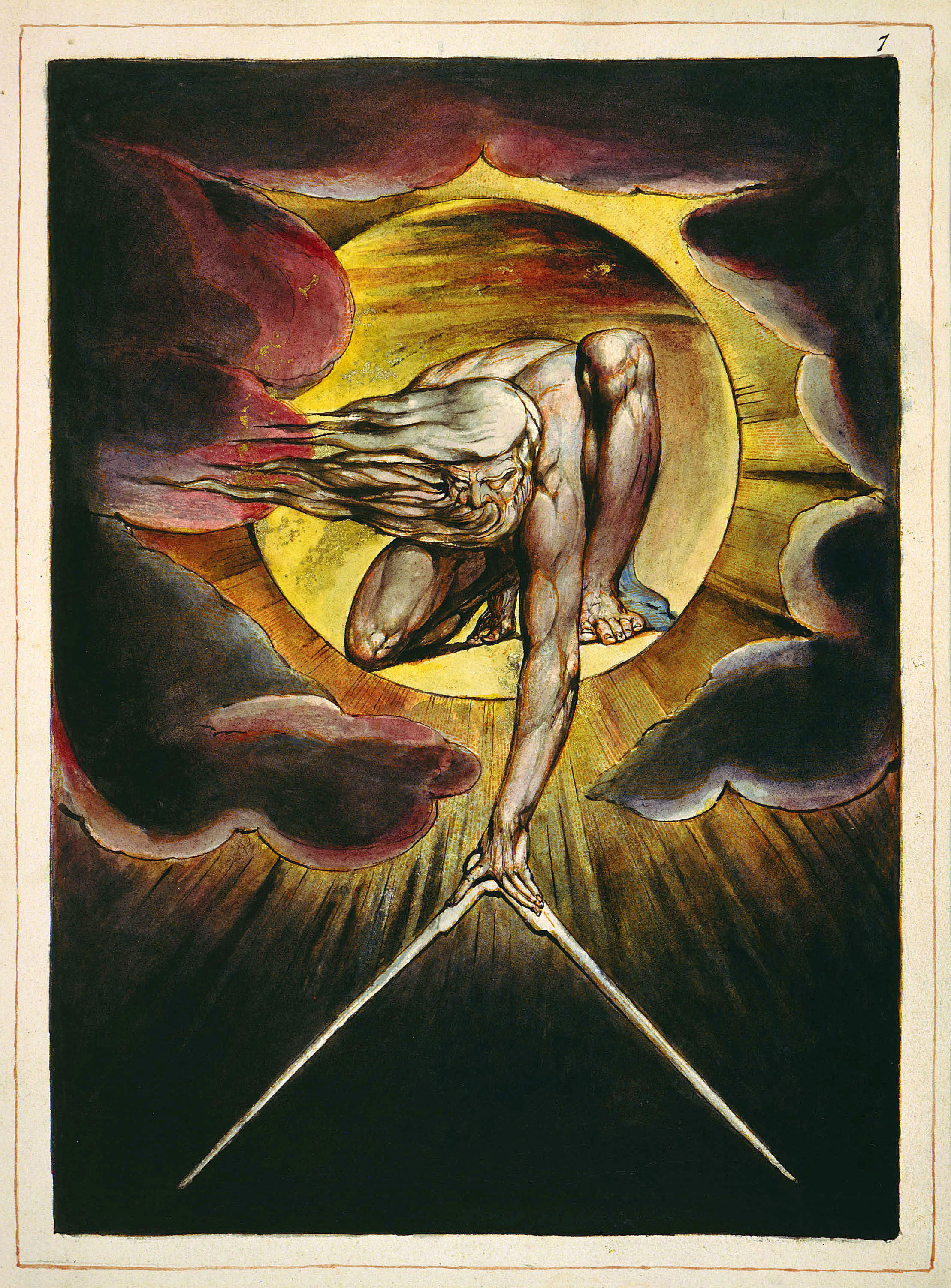
The Ancient of Days, frontispice dEurope a Prophecy, tiré de la copie K de la collection du Fitzwilliam Museum, Cambridge.

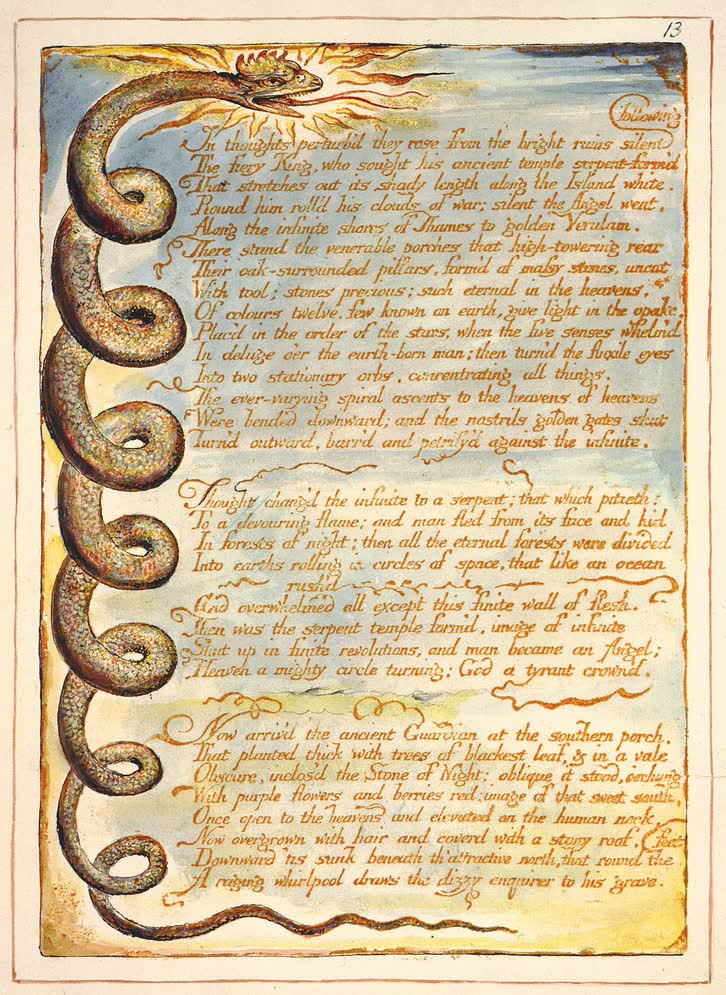
Planche 13, tirée de la copie K de la collection du musée Fitzwilliam.

Europe a Prophecy est un livre prophétique (en) de 1794 du poète et illustrateur britannique William Blake contenant un poème agrémenté de dix-huit planches gravées. 
Seuls neuf exemplaires sont connus. Il a suivi son ouvrage America a Prophecy (en) de 1793.      

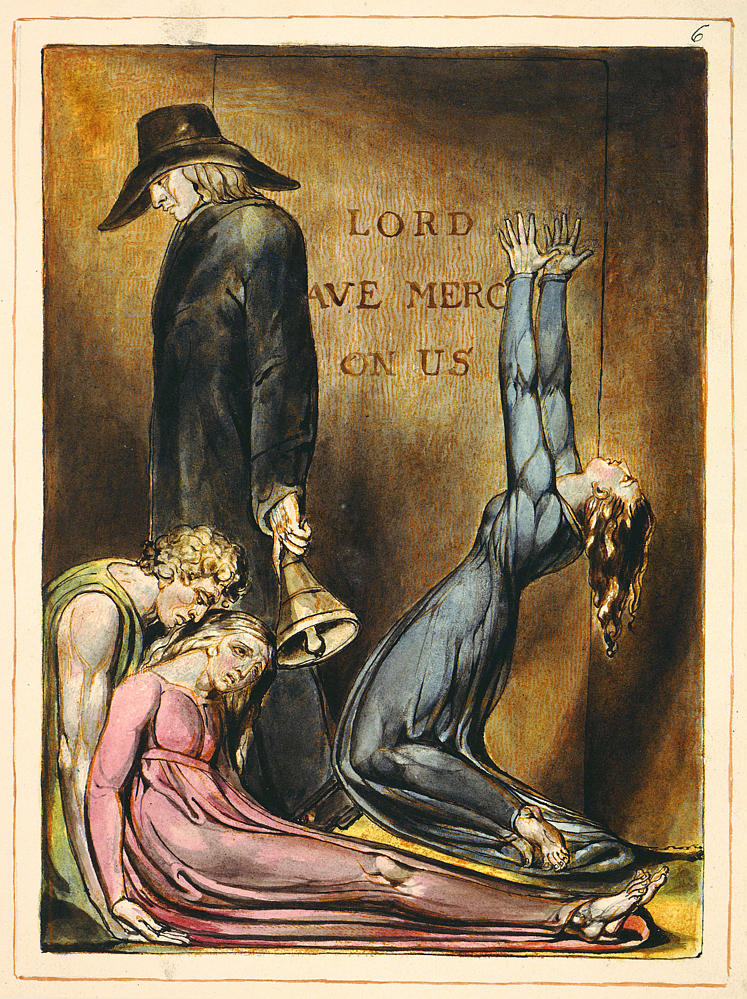
Planche six dEurope a Prophecy, copie K. Le poème envisage un monde rempli de souffrance, avec des images liées à la politique des années 1790 en Grande-Bretagne.

## Contexte
Au cours de l'automne 1790, Blake déménage à Lambeth, dans le Surrey. Il avait un studio dans la nouvelle maison qu'il utilisait pour écrire ce qu'on appellerait plus tard les "Livres de Lambeth", qui comprenaient l'Europe (1794). Comme les autres titres, tous les aspects de l'œuvre, y compris la composition des dessins, leur impression, leur coloration et leur vente, ont eu lieu à son domicile. Les premiers croquis pour l'Europe figuraient dans un cahier contenant des images créées entre 1790 et 1793. Seules quelques-unes des œuvres de Blake étaient entièrement colorées, et seules quelques éditions de l'Europe étaient colorées.     
Lorsque l'Europe a été imprimée, elle était dans le même format que l'Amérique de Blake et vendue au même prix. Il a été imprimé entre 1794 et 1821 et seulement neuf copies de l'œuvre subsistent. Les plaques utilisées pour les dessins avaient une taille de 23 x 17 cm. Outre les enluminures, l'ouvrage contenait 265 lignes de poésie, organisées en septains. Henry Crabb Robinson contacte William Upcott le 19 avril 1810 pour s'enquérir de copies des œuvres de Blake en sa possession. Ce jour-là, Robinson fut autorisé à accéder à l'Europe et à l'Amérique et crée une transcription des œuvres. La dernière création de Blake est une édition de l''Europe pour Frederick Tatham, et "L'Ancien des jours" fut achevé trois jours avant sa mort.

## Thèmes
L'Europe, comme beaucoup d'autres œuvres de Blake, est un récit mythologique considéré comme une "prophétie". Cependant, seules l'Amérique et l'Europe ont reçu ce titre de la part de Blake. Il a compris que le mot ne désignait pas une description de l'avenir, mais la vision de l'honnête et du sage. La vision contenue dans le poème, ainsi que certaines des autres prophéties, est celle d'un monde rempli de souffrance et fait référence à la politique de la Grande-Bretagne des années 1790.
Dans « The Ancient of Days », Dieu est une figure du "noûs", un principe créateur de l'univers qui établit l'ordre et la permanence des mathématiques et permet à la vie de ne pas devenir néant. Dans une telle perspective, Jésus est vu comme une figure de Logos déconnectée du noûs, dans la mesure où le Logos recrée constamment ce qui est beau. En tant que tel, Jésus, ainsi que le Saint-Esprit, sont liés dans la mythologie de Blake à l'image de l'homme universel par opposition à Dieu le Père. L'image est également liée au Paradise Lost de John Milton dans lequel Dieu utilise une boussole d'or pour circonscrire l'univers. La version de Blake ne crée pas l'Eden, mais crée le serpent du frontispice du poème. L'image est également liée à une vision dont Blake a été témoin aux escalier à l'intérieur de sa maison. Il existe des parallèles entre les actions des femmes dans l'Europe et les images des années 1820 intitulées Drawings for The Book of Enoch. Ce dernier ouvrage décrit la séduction des Veilleurs du Ciel par les Filles des Hommes ; les géants nés de leur union vont alors ravager le pays. Les deux œuvres soulignent la domination des femmes.   
Blake attendait beaucoup de la révolution française, décrite de manière prophétique dans le poème. Cependant, il a été déçu lorsque les changements espérés n'ont pas eu lieu. Pour Blake, les Français ont promu une mauvaise idée de la raison et il a été désappointé quand il n'y a pas eu de libération sensuelle. Après que Napoléon se soit déclaré empereur en 1804, Blake pensait que les héros révolutionnaires étaient plutôt traités comme des rois qui ne se souciaient plus de la liberté. Il continuait à croire en un État apocalyptique qui allait bientôt apparaître, mais il ne croyait plus que l'homme Orc, le leader d'une révolution, serait l'agent de l'apocalypse. Au lieu de cela, il croyait que Dieu ne pouvait exister que dans les hommes et il se méfiait de tout culte du héros.

## Réponse critique
Robinson a écrit un essai sur les travaux de Blake en 1810 et y a décrit l'Europe et l'Amérique comme "une rhapsodie mystérieuse et incompréhensible". La renommée de Blake grandit en 1816 avec une entrée dans A Biographical Dictionary of the Living Authors of Great Britain and Ireland, qui incluait l'Europe parmi les œuvres "d'un artiste excentrique mais très ingénieux".
Northrop Frye a considéré l'Europe comme la « plus grande réussite de Blake dans une sorte de vers libre recitativo dans lequel le septénaire est mélangé à des mètres lyriques ». 
Selon John Beer, « dans l'Europe, l'argumentaire tend à montrer comment un message chrétien voilé et des cultes exaltant la virginité ont conjointement favorisé la philosophie dite des Lumières qui ne laissait aucune place au visionnaire. ».